# Puss n' Toots
Puss n' Toots es el 6° episodio de la serie de Tom y Jerry dirigido por William Hanna y Joseph Barbera por Metro-Goldwyn-Mayer. Fue estrenado el 19 de abril de 1942.

## Sinopsis
El episodio comienza con Tom, que tiene capturado a Jerry dentro de una pecera, mientras Jerry quiere salir de ella; pero Tom lo empuja, dejándolo caer de nuevo en la pecera. Después, tocan el timbre y Mammy Two Shoes va a atender. Mientras, Tom esconde a Jerry dentro de una carpeta con la letra "M" (por Mouse). 
Tom observa atentamente, mientras Mammy se aleja, mostrando una gatita sentada en el sillón con un lazo rojo en la cabeza y en el cuello. A Tom se le vuelven los ojos corazones al ver a la gatita, mientras aparece un gato cupido echándole un flechazo. Tom va contentísimo hacia el espejo, se peina, se acomoda los bigotes y la cola. Después se echa perfume y se le pone la cara como un lobo aullando por la gatita. 
La gatita se asombra al ver a Tom caminando como un galán. Después Tom se posa en el sillón, moviéndole las cejas a la gatita. Tom le ofrece un pez para comer y también un pájaro, pero la gatita no quiere nada de eso, por lo que Tom abre el cajón para sacar a Jerry. Pero este se escapa, aunque lo atrapa y lo envuelve con un pañuelo escondiéndolo entre su puño. En eso lo echa volar para arriba y Jerry cae pareciendo el pañuelo como su paracaídas. 
Escondido tras Tom, Jerry agarra una aguja de un sombrero de mujer y pincha el trasero de Tom, que salta del dolor. Al caer, logra detenerse al ver la aguja aún en el sillón. Comienza a perseguir a Jerry, que grita ¡Auxilio! por teléfono. Llega al tocadisco, donde se detiene entre los discos. 
La situación se invierte. Jerry va y aprieta un botón, dejando caer un disco encima de Tom, después aprieta otro botón haciéndolo bailar la canción del "Cha-cha-cha". En eso Jerry bailaba también y sin darse cuenta aprieta el botón con su cola haciéndolo parar a la máquina. Tom salta sobre él maullando y Jerry aprieta otro botón haciendo que él esté en el lugar del disco corriendo como si fuera una máquina para correr. Jerry aprieta todos los botones y en eso saluda a la gatita. Como Jerry seguía apretando todos los botones, Tom estaba dando vueltas y vueltas mientras la máquina le pegaba cada disco en la cabeza, después la máquina se rompe dejando caer a Tom adentro de ella. 
Un triunfante Jerry se peina y arregla la cola, para correr a besar a la gatita y con una gran alegría se mete al agujero.

## Curiosidades
- La imagen donde Jerry actúa como chino y hace reverencias fue censurada por Cartoon Network, temiendo acusaciones de racismo. Esto no ocurre en los DVD.

El vídeo sin censura está en .
| Predecesor: Dog Trouble | Episodios de Tom y Jerry Puss n' Toots | Sucesor: The Bowling Alley-Cat |